# Garanshultasjön
Garanshultasjön är en sjö i Älmhults kommun i Småland och ingår i Helge ås huvudavrinningsområde. Sjön har en area på 1,05 kvadratkilometer och ligger 142,9 meter över havet. Garanshultasjön ligger i Strandängar vid Garanshultasjön Natura 2000-område. Vid provfiske har bland annat abborre, björkna, braxen och faren fångats i sjön.

## Delavrinningsområde
Garanshultasjön ingår i det delavrinningsområde (628123-140898) som SMHI kallar för Utloppet av Garanshultasjön. Medelhöjden är 151 meter över havet och ytan är 13,16 kvadratkilometer. Räknas de 2 avrinningsområdena uppströms in blir den ackumulerade arean 115,7 kvadratkilometer. Avrinningsområdets utflöde Helge å mynnar i havet. Avrinningsområdet består mestadels av skog (46 procent), jordbruk (22 procent) och sankmarker (12 procent). Avrinningsområdet har 1,02 kvadratkilometer vattenytor vilket ger det en sjöprocent på 7,7 procent. Bebyggelsen i området täcker en yta av 0,29 kvadratkilometer eller 2 procent av avrinningsområdet.

## Fisk
Vid provfiske har följande fisk fångats i sjön:
- Abborre
- Björkna
- Braxen
- Faren
- Gärs
- Gädda
- Mört
- Sarv
- Sutare